# Carboentes
Carboentes (oficialmente Santo Estevo de Carboentes) es una parroquia española del municipio de Rodeiro, perteneciente a la provincia de Pontevedra, en la comunidad autónoma de Galicia.

## Historia
Hacia mediados del siglo XIX, la parroquia, ya por entonces perteneciente a Rodeiro, tenía contabilizada una población de medio millar de habitantes. Aparece descrita en el quinto volumen del Diccionario geográfico-estadístico-histórico de España y sus posesiones de Ultramar de Pascual Madoz con las siguientes palabras:

CARBOENTES (San Esteban de): felig. en la prov. de Pontevedra (11 leg.), part. jud. de Lalin (1 1/2), dióc. de Lugo (10), ayunt. de Rodeiro (1/2): sit. á la der. del r. Arnego, en terreno montuoso, con libre ventilacion y clima frio, pero saludable. Comprende ademas del l. de su nombre, los de Agrosagro, Arlen, Castugares, Mariñaos, Pereira, Remesár, San Lés, Santas y Torre de Agra, que reunen unas 100 casas. La igl. parr. dedicada á San Esteban, tiene por anejas las de Santiago de Arnedo y San Martin de Asperelo, y se halla servida por un cura, cuyo destino es de primer ascenso y de patronato real, ecl. y laical. Confina el térm. con las felig. de Seura al NE.; Asperielo al SE., y el monte Faro al E. El terreno es montuoso y lleno de escabrosidad; abunda en buenas aguas de fuente y en arbolado de robles, pinos, castaños y de otras especies, con muchos y esquisitos pastos. Los caminos son locales y en mal estado: el correo se recibe en la cap. de ayunt. prod.: centeno, maiz, legumbres, patatas y otros frutos: hay caza mayor y menor y bastantes animales dañinos. pobl.: 100 vec., 500 alm. contr. con su ayunt. (V.)
(Madoz, 1846, pp. 540-541)

En 2023, tenía empadronados 168 habitantes.